# فرنسيس والاس ماكنزي
فرنسيس والاس ماكنزي (بالإنجليزية: Francis Wallace Mackenzie)‏ هو سياسي نيوزلندي، ولد في 1824، وتوفي في 1892. انتخب عضو مجلس النواب النيوزيلندي.